# أغسطس هيمينغ
أغسطس هيمينغ (بالإنجليزية: Augustus Hemming)‏ (2 سبتمبر 1841 - 27 مارس 1907) هو لاعب كريكت بريطاني (وحمل سابقاً جنسية المملكة المتحدة لبريطانيا العظمى وأيرلندا).